# Michael Maittaire
Michael Maittaire (latinisiert Michael Maittairius; * 1668 in Frankreich; † 1747 in London) war ein englischer Gelehrter, Philologe und Schriftsteller französischer Herkunft.

## Leben

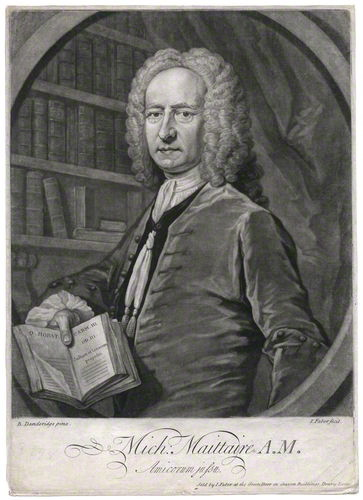
Michael Maittaire um 1732

Maittaire, Sohn hugenottischer Eltern, wurde in Frankreich geboren. Nach der Übersiedlung der Familie nach England besucht er die Westminster School in London. Nach seinem Abschluss arbeitet er in der Buchdruckerei der Familie Vaillant in Den Haag. 1696 macht er seinen Magister am Christ Church College der University of Oxford. Von 1695 bis 1699 war er als Lehrer und stellvertretender Rektor an der Westminster School in London. Ab 1699 war er ausschließlich als Privatgelehrter tätig.
Seine Hauptwerke sind „De Graecae linguae dialectis in usum Scholae Westmonasteriensis“ (1706) und „The English Grammar or An Essay on the Art of Grammar, applied to and exemplified in the English tongue“ (1712).
Er ist der Verfasser dreier lateinischer Tragödien, einer umfassenden Bearbeitung von Vergils Aeneis: Der Untergang Trojas, Dido und Die Reise in die Unterwelt.
Das handschriftliche Original der drei Tragödien wurde 2006 nach über 250 Jahren von Altphilologen der Ruhr-Universität Bochum in der Oxforder Bodleian Library entdeckt.

## Schriften
- De Graecae linguae dialectis in usum Scholae Westmonasteriensis, London 1706
- Stephanorum historia, vitas ipsorum ac libros complectens, London 1709
- The English Grammar or An Essay on the Art of Grammar, applied to and exemplified in the English tongue, London 1712
- Historia Typographorum aliquot Parisiensium vitas et libros complectens, London: G. Bowyer for C. Bateman, 1717
- Annales Typographici, Den Haag 1719

## Ausgaben
- Reinhold F. Glei (Hrsg.): Virgilius Cothurnatus – Vergil im Schauspielhaus. Drei lateinische Tragödien von Michael Maittaire (= NeoLatina 12). Narr, Tübingen 2006, ISBN 3-8233-6238-0 (kritische Edition mit Übersetzung)